# Jerzy z Chrostowa
Jerzy z Chrostowa – pisarz grodzki krakowski występujący w dokumentach z 1401 roku. Utożsamiany z autorem tzw. Formularza Jerzego, przypisuje się mu również autorstwo traktatu teoretycznego „Ars dictaminis”.

## Życiorys
Przypuszczalnie może być znany również jako Jerzy z Krakowa, który w 1393 roku zapisał się na wydział prawa uniwersytetu w Pradze. Wiadomo, że w 1395 roku zawarł małżeństwo z Agnieszką (alias Urszulą). Urszula występuje w dokumentach z lat 1415–1416 jako wdowa po Jerzym. W latach 1393–1395 był notariuszem Spytka z Melsztyna, wojewody i starosty krakowskiego, albo notariuszem grodzkim krakowskim. Na tym drugim urzędzie występuje w 1401 roku. W latach 1403–1412 był notariuszem dworu (pisarzem kancelarii królewskiej).